# Hoyerswerdaer SV 1919
Der Hoyerswerdaer SV 1919 war ein deutscher Fußballverein aus Hoyerswerda im Landkreis Bautzen. Heimstätte des Clubs war das Stadion Am Adler, welches 3.000 Zuschauern Platz bietet. Der Club stand in der Tradition der BSG Aufbau Hoyerswerda.

## Verein
Der Hoyerswerdaer SV wurde im Jahr 1919 unter der Bezeichnung SV Hoyerswerda 1919 gegründet. Der Club agierte innerhalb des Südostdeutschen Fußball-Verbandes bis 1933 im Bezirk Niederlausitz. In der Saison 1932/33 wurde man Vizemeister der Bezirksklasse Niederlausitz und qualifizierte sich für die Südostdeutsche Endrunde, bei der man in der Meisterstaffel den 4. Platz belegte. 1933/34 spielte man in der neu eingeführten Gauliga Schlesien, konnte den sofortigen Abstieg jedoch nicht verhindern. Anschließend spielte der Verein im Gau Berlin/Brandenburg und nahm 1936 ohne Erfolg an der Aufstiegsrunde zur dortigen Gauliga teil. 1943/44 kehrte er noch einmal kurzzeitig in die 1941 gegründete Gauliga Niederschlesien (Gruppe Liegnitz/Görlitz) zurück, stellte den Spielbetrieb aber noch vor 1945 ein.
1945 wurde der Club aufgelöst und als SG Hoyerswerda neu gegründet. Die lose Sportgruppe agierte zwischen 1947 und 1950 für drei Spielzeiten in der LL Sachsen (SBZ), in der durchweg vordere Tabellenplätze erreicht wurden. Im Anschluss wurde eine Umbenennung in BSG Kreisrat Hoyerswerda vollzogen. Mit dem Einstieg der Stadtverwaltung Hoyerswerda wurde die Betriebssportgemeinschaft ab 1951 wie alle Mannschaften der staatlichen Verwaltung innerhalb der zentralen Sportvereinigung Einheit unter der Bezeichnung Einheit Hoyerswerda geführt. Bereits 1956 wechselte die BSG erneut den Trägerbetrieb und trat in der Folgezeit als Aufbau Hoyerswerda in Erscheinung.
Auf sportlicher Ebene stieg Einheit Hoyerswerda erstmals 1954 in die drittklassige Bezirksliga Cottbus auf, in welcher die Lausitzer mit kurzzeitigen Unterbrechungen bis in die achtziger Jahre zur festen Größe wurden. Die BSG Aufbau stand bis zur Wende deutlich im Schatten des Hoyerswerdaer Lokalrivalen Aktivist Schwarze Pumpe, ein Aufstieg zur II. DDR-Liga bzw. DDR-Liga gelang bis 1990 nicht. Beste Platzierung war die 1969/70 vor Chemie Schwarzheide, Dynamo Lübben und Aktivist Brieske Senftenberg eingefahrene Cottbuser Vizemeisterschaft. 1956 erreichte Einheit Hoyerswerda die Qualifikationsrunde zum FDGB-Pokal, gegen Dynamo Dresden verloren die Lausitzer mit 2:5.
1991 vollzog der Club eine erneute Namensänderung zum historischen Namen SV Hoyerswerda 19. 2001 fusionierte der Verein mit dem ESV Lok Hoyerswerda zur SpVgg Hoyerswerda 1919. Bereits 2007 folgte der Zusammenschluss mit dem Hoyerswerdaer SV Einheit zum Hoyerswerdaer SV 1919. Sportlich war der HSV durchweg im Lausitzer Lokalbereich aktiv. Am 1. Juli 2016 fusionierte der HSV mit dem Lokalrivalen FC Lausitz Hoyerswerda (ehemalige Aktivist Schwarze Pumpe) zum Hoyerswerdaer FC. Aktuelle Spielklasse der HFC ist die Kreisoberliga Westlausitz.

## Statistik
- Teilnahme Gauliga Schlesien: 1933/34, Gauliga Niederschlesien: 1943/44
- Teilnahme LL Sachsen (SBZ): 1947/48, 1948/49, 1949/50
- Teilnahme FDGB-Pokal: 1956 (Q)
- Teilnahme Bezirksliga Cottbus: 1954/55 bis 1956, 1966/67 bis 1978/79, 1985/86 bis 1989/90

## Logohistorie

1919–1945
1956–1990
2001–2007
2007–2016

## Personen
- Tony Jantschke
- Karl Joppich
- Rainer Nachtigall
- Eberhard Schuster
- Marvin Stefaniak